# Сами Кедира
Сами Кедира (на арабски سامي خضيرة, на немски: Sami Khedira, произношение на арабски Сами Хедира) е бивш германски фуболист от тунизийски произход, роден на 4 април 1987 г. в Щутгарт.

## Клубна кариера
Кедира тренира в състава на Щутгарт още от 1995 г., а от 2004 г. започва да играе мачове за дублиращия отбор. През 2006 г., още със статута на аматьор, Кедира е повикан в първия отбор от треньора Армин Фее и дебютира на 1 октомври срещу Херта. През януари 2007 г. подписва първия си професионален договор с отбора. През същата година печели шампионската титла на страната, като вкарва решаващия гол в мача от последния кръг срещу Енерги Котбус.

## Национален отбор
Кедира изиграва общо около 30 мача за различни юношески и младежки формации на националния отбор на Германия. През 2009 г. е капитан на младежкия отбор, който печели Европейското първенство за младежи. На 5 септември същата година дебютира за мъжкия отбор на Германия в контрола срещу Южна Африка. Участник е на Световното първенство през 2010 г., където започва като титуляр на мястото на контузения капитан Михаел Балак.

## Успехи
Щутгарт
- Първа Бундеслига: 2007
- Купа на Германия
  - Финалист: 2007

 Германия (мл.)
- Европейското първенство: 2009

 Реал Мадрид
- Примера дивисион (1): 2011/12
- Купа на Испания (1): 2010/11
- Суперкупа на Испания (1): 2012
- Шампионска лига (1): 2013/14
- Суперкупа на Европа - (1): 2014
- Световно клубно първенство – 2014

 Ювентус
- Серия А 5: 2016, 2017, 2018, 2019, 2020
- Купа на Италия 3: 2016, 2017, 2018
- Суперкупа на Италия 1: 2018